# Луїза Данська (1726–1756)
Луїза Данська (дан. Louise af Danmark), (нар. 19 жовтня 1726 — пом. 8 серпня 1756) — принцеса Данії та Норвегії з Ольденбурзької династії, донька короля Кристіана VI та принцеси Бранденбург-Кульмбахської Софії Магдалени, дружина герцога Саксен-Хільдбурґхаузену Ернста Фрідріха III.

## Біографія
Луїза народилась 19 жовтня 1726 року у палаці Копенгагена. Вона була третьою дитиною та другою донькою в родині кронпринца Данії та Норвегії Кристіана та його дружини Софії Магдалени Бранденбург-Кульмбаської. Дівчинка мала старшого брата Фредеріка. Сестра померла за два роки до її народження.
Країною в цей час правив її дід Фредерік IV, одружений із Анною Софією Ревентлов. 1730-го він помер, і Крістіан став королем.
Луїза зростала при дворі, що, водночас, був суворим, релігійним та дуже розкішним. Відносини між нею та батьками не складалися через різність натур. Принцесу описували як жваву дівчину, що не дуже вписувалася у жорсткі рамки двору. Його усталені традиції дратували її. Батько в листі до свого товариша, графа Крістіана Гюнтера Штольберга, жалівся на «бунтівний характер» доньки.
Будувались шлюбні плани щодо її союзу із британським принцом Вільямом Августом. Також існували думки видати Луїзу заміж за Адольфа Фредеріка Гольштейн-Готторпського, якого у 1743 оголосили кронпринцем Швеції. Разом з тим, розглядалася можливість весілля із російським спадкоємцем Карлом Петером Ульріхом, хоча дещо варварський російський двір лякав короля, який не хотів примушувати доньку.
Всі ці наміри, однак, залишилися не здійсненими.
1746-го король Кристіан VI помер, і на трон зійшов брат Луїзи під іменем Фредеріка V. За три роки після цього виникла взаємна симпатія між принцесою та камер-юнкером Бендіксом Алефельдтом. Ходили чутки про те, що в них народилася дитина. Алефельдта швидко запроторили до в'язниці Мункхольм, на однойменному усамітненому острові посеред Тронхеймс-фьорду, де він перебував до листопада 1752. Луїзу поспіхом видали заміж із великим посагом.

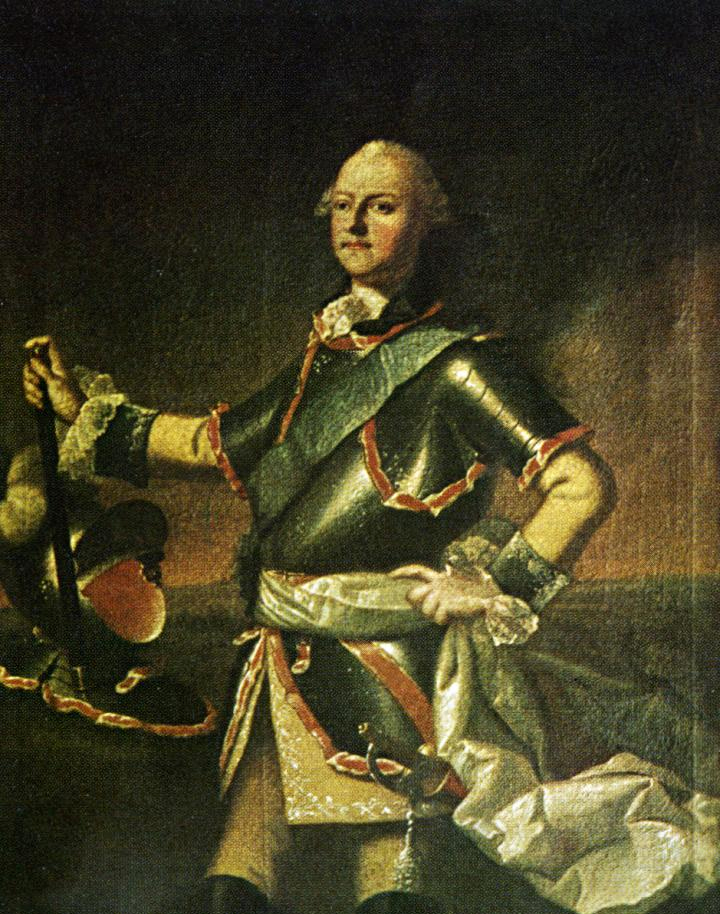
Ернст Фрідріх III

Її вінчання відбулося 1 жовтня 1749 у палаці Хіршхольм, поблизу Копенгагена. Нареченим став герцог Саксен-Гільдбурггаузена Ернст Фрідріх III. Обом було по 22 роки. Ернст Фрідріх з приводу весілля був удостоєний державних нагород: Ордену Данеброг, Ордену Вірності та Ордену Слона. Невдовзі після урочистостей подружжя від'їхало до Хільдбурґхаузену.
Чоловік виявився освіченою та культурною людиною, але досить марнотратним. Згодом, у пари народилася їхня єдина дитина: Софія Фредеріка Юліана Кароліна (5 грудня 1755— 10 січня 1756), донька, що прожила лише місяць.
Луїза пішла з життя після тривалої хвороби у наступному році, не доживши до свого 30-річчя. Вона була похована у родинній усипальниці в замковій кірсі Хільдбурґхаузену. Зараз покоїться у склепінні під пам'ятником, створеним у 1925 році, на муніципальному цвинтарі міста.
Ернст Фрідріх за п'ять місяців після її смерті оженився у Копенгагені вдруге із кузиною першої дружини, Крістіаною Бранденбург-Кульмбахською. Цей шлюб тривав менше дев'яти місяців до смерті Крістіани від наслідків важких пологів. Менш, ніж за рік, Ернст Фрідріх побрався втретє із Ернестіною Саксен-Веймарською, що вже забезпечила герцогство нащадками.